# Eubaphe conformis
Eubaphe conformis là một loài bướm đêm trong họ Geometridae.